# Nina Ponomarjovová
Nina Apollonovna Ponomarjovová (rusky Нина Аполлоновна Пономарёва; 27. dubna 1929 Smyčka, Sverdlovská oblast – 19. srpna 2016 Moskva) byla sovětská atletka, jejíž specializací byl hod diskem.
Narodila se jako Nina Romaškovová v sibiřském kárném táboře, kde byli její rodiče drženi kvůli svému třídnímu původu. Roku 1936 byli propuštěni a usadili se v Jessentukách. Pracovala jako prodavačka, od roku 1948 studovala učitelský ústav ve Stavropolu, kde se začala věnovat atletice. Od roku 1949 žila v Moskvě a v armádním týmu ji trénoval Dmitrij Markov. V roce 1951 získala první ze svých osmi titulů mistryně SSSR v hodu diskem.
Na olympiádě v Helsinkách v roce 1952 zvítězila v hodu diskem výkonem 51,42 m a stala se tak první olympijskou vítězkou ze Sovětského svazu. Došlo k tomu druhého dne her, v neděli 20. července 1952, a sovětské reprezentantky obsadily všechna místa na stupních vítězů, když druhá skončila Jelizaveta Bagrjancevová a třetí Nina Dumbadzeová.
Ve stejné sezóně vytvořila nový světový rekord v hodu diskem 53,61 m. O dva roky později zvítězila v soutěži diskařek na evropském šampionátu v Bernu výkonem 48,02 m. Na olympiádě v Melbourne v roce 1956 skončila v diskařském finále třetí. Druhé olympijské diskařské zlato vybojovala v Římě v roce 1960 výkonem 55,10 m. V roce 1963 napsala knihu Moje sportovní cesta. Zúčastnila se ještě olympiády v Tokiu v roce 1964, kde skončila výkonem 52,48 m na jedenáctém místě. Dva roky poté ukončila sportovní kariéru a začala působit v Kyjevě jako trenérka.
V srpnu 1956 byla zadržena v londýnském obchodě a obviněna z krádeže klobouků. Incident vyvolal diplomatický konflikt mezi Spojeným královstvím a Sovětským svazem.
Byla pohřbena na Chovanském hřbitově v Moskvě. Z podnětu ministra obrany Sergeje Šojgu byly její ostatky 26. září 2016 přeneseny do Panteonu obránců vlasti u města Mytišči; stala se první sportovkyní zde pohřbenou.